# Gouézec
Gouézec (bret. Gouezeg) – miejscowość i gmina we Francji, w regionie Bretania, w departamencie Finistère.
Według danych na rok 1990 gminę zamieszkiwało 1076 osób, a gęstość zaludnienia wynosiła 35 osób/km² (wśród 1269 gmin Bretanii Gouézec plasuje się na 549. miejscu pod względem liczby ludności, natomiast pod względem powierzchni na miejscu 264.).